# Pichi Alonso
Pour les articles homonymes, voir Alonso.
Ángel Alonso Herrera, plus connu comme Pichi Alonso, né le 17 décembre 1954 à Benicarló (Communauté valencienne, Espagne), est un footballeur espagnol qui jouait au poste d'avant-centre. Il s'est ensuite reconverti en entraîneur et en consultant.
Avec le FC Barcelone il remporte la Coupe d'Espagne en 1983 et le championnat d'Espagne en 1985. Il dispute la finale de la Coupe d'Europe des clubs champions en 1986.
Entre 1995 et 2005, il est le sélectionneur de l'équipe de Catalogne.

## Carrière

### Joueur
Entre 1975 et 1978, Pichi Alonso joue dans le club de sa région natale, le CD Castellón qui milite en D2. En 1978, il est recruté par le Real Saragosse, club de D1, où il reste jusqu'en 1982. Il est alors recruté par le FC Barcelone, la même année que Diego Maradona.
Sa performance la plus mémorable a lieu le 16 avril 1986 en demi-finale retour de la Coupe d'Europe face à l'IFK Göteborg lorsqu'il marque les trois buts de la remontée qui permettent au Barça d'aller jusqu'à la séance de tirs au but et de se qualifier pour la finale.
En juillet 1986, il quitte le Barça pour rejoindre l'Espanyol, club où il met un terme à sa carrière de footballeur en 1989.
En onze saisons en première division, Pichi Alonso a inscrit 107 buts en 265 matchs. Ceci lui permet d'occuper la 58e place au classement des Meilleurs buteurs du championnat d'Espagne.

### Entraîneur
Pichi Alonso débute comme entraîneur en 1992 sur le banc de l'UE Figueres où il ne reste qu'une saison. Il est ensuite assistant de Víctor Muñoz au RCD Majorque.
Entre 1995 et 2005, il est le sélectionneur de l'équipe de Catalogne tout en étant consultant sur la chaîne de télévision catalane TV3.
En 2006, il entraîne brièvement le club ukrainien de Metalurg Donetsk.

### Consultant
Pichi Alonso commente les matchs sur la chaîne TV3 et est titulaire d'une rubrique régulière dans le quotidien sportif barcelonais Sport où il analyse l'actualité du FC Barcelone.

## Palmarès

### Avec le FC Barcelone
- 1 championnat d'Espagne : 1985
- 1 Coupe d'Espagne : 1983
- 1 Supercoupe d'Espagne : 1984
- 2 Coupes de la Ligue : 1982 et 1986